# ناحیه فاکس لیک، شهرستان مارتین، مینه سوتا
ناحیه فاکس لیک (به انگلیسی: Fox Lake Township) یک منطقهٔ مسکونی در ایالات متحده آمریکا است که در شهرستان مارتین، مینه‌سوتا واقع شده‌است.
 ناحیه فاکس لیک ۹۲٫۲ کیلومتر مربع مساحت و ۲۸۹ نفر جمعیت دارد و ۳۶۶ متر بالاتر از سطح دریا واقع شده‌است.